# Temrijukski zaljev
Temrijukski zaljev (rus. Темрюкский залив) je zaljev Azovskog mora koji se nalazi na sjevernoj obali Tamanskog poluotoka, Krasnodarski kraj, Rusija. Proteže se otprilike 27 km u unutrašnjosti i udaljen je 60 km na najširem dijelu.
Južni dio zaljeva je estuarij rijeke Kuban. Tu se nalazi grad Temrijuk, po kojem je zaljev dobio ime.
Razdoblje smrzavanja obično traje od sredine siječnja do ožujka. Najdublje mjesto je oko 11 metara. Temrijukski zaljev važno je ribolovno područje.